# Julu
Julu (en chino, 巨鹿; pinyin, Jùlù (escuchar)ⓘ) es un condado  bajo la administración directa de la Prefectura Xingtai en la Provincia de Hebei, República Popular China.  Su área es de 631 km² y su población total para 2010 superó los 390 mil habitantes.

## Administración
Desde julio de 2020, el  Condado Julu se divide en 10 pueblos que se administran en 7 subdistritos y 3  poblados.

## Toponimia
El topónimo Julu [/chy-Lu/] se escribía originalmente Dalu (大麓) y su nombre lo toma del extinto lago Dalu (大陆/大麓). Su primera aparición se encuentra en el Shangshu (el clásico de historia), en él, se registra: "El emperador Yao evaluó a Shun, quien fue capaz de administrar a los Cien Oficiales, y lo puso a prueba en Dalu". 
En la antigüedad, los sinogramas "Da" y "Ju" (grande) eran intercambiables y las dos palabras "Lu" (麓) y "Lu" (鹿) tenían significados similares e igual pronunciación. Al final del Período de los Reinos Combatientes, Lü Buwei compiló "las cronicas de Lü" y escribió "Dalu" como "Julu", que es el origen del nombre. 
Ju "巨" tenía su variante escrita "钜", en 1980, el topónimo se estandarizó como Julu "巨鹿".

## Lago Dalu
El lago Dalu (大陆泽 'lago continental') es un lago desaparecido en China, ubicado en este condado, el cual le dio su nombre. El lago Dalu se formó por la acumulación de agua de muchos ríos del norte de China. El lago Dalu fue una vez el lago más grande del norte de China, con una superficie máxima de 1500 km². Debido a la sedimentación, el cambio climático, la recuperación artificial de tierras y otras razones, la superficie del lago se fue reduciendo. A mediados del siglo XVI, el lago tenía 50 km de largo de norte a sur y unos 15 km de este a oeste. A principios del siglo XVII, la parte central del lago Dalu se había secado y se dividió en dos lagos, el norte y el sur. La parte sur todavía se llamaba lago Dalu y la parte norte, lago Ningjin. En 1748, el lago tenía sólo unos 17 kilómetros de norte a sur y unos 6 kilómetros de este a oeste. En 1897, el lago  prácticamente había desaparecido.